# Яніна Ґаванкар
Яні́на За́єн Ґаванка́р (англ. Janina Zione Gavankar) (нар. 29 листопада 1980, Джолієт, Іллінойс, США) — американська акторка і музикантка. Отримала освіту піаністки, вокалістки та оркестрової перкусіоністки, а також спеціалізацію у театральній грі в Іллінойському університеті Чикаго. Серед її ролей — Ева «Папі» Торрес у серіалі Секс в іншому місті від Showtime, Луна Ґарза у Справжній крові від HBO, МакКенна Голл у Стрілі від The CW та Діана Томас у Сонній Лощині від FOX. Вона також подарувала свою зовнішність, віртуальному помічнику Ms. Dewey від Microsoft у 2006—2009 роках та з 2014 року активно бере участь в проєктах відеоігрової індустрії: Horizon Zero Dawn (2017), God of War Ragnarök (2022), Forspoken (2023), Alan Wake 2 (2023) та ін.

## Молодість
Ґаванкар народилася в Джолієт, штат Іллінойс, у сім’ї Ганеша «Пітера» Ґаванкара, інженера з Мумбаї, що поїхав до США для здобуття ступіню магістра, та Шан Демохри «Мохра» Ґаванкар, індійки голландського походження з Пуне, яка також емігрувала з Індії до США.

## Кар’єра
Впродовж своєї акторської кар'єри Ґаванкар грала у театрі, кіно, на телебаченні та онлайн. Її найвідоміші ролі включають Іден Версіо, канонічного персонажа Зоряних воєн і головну героїню Star Wars Battlefront II; Луну Ґарзу у Справжній крові, Папі у Секс в іншому місті; Ms. Dewey, віртуальну пошукову систему від Microsoft. Вона також регулярно з'являється в комедійних короткометражках Funny or Die.
У 2006 році вона приєдналася до основного акторського складу серіалу Секс в іншому місті, а також записала всі необхідні кліпи для Ms. Dewey. У 2007 році вона отримала головну роль у пілотному випуску Dash 4 Cash від The CW. У 2008 році Ґаванкар з'явилася в серіалах Зоряна брама: Атлантида, Анатомія Грей і My Boys. У 2009 році вона знялася в серіалах The Cleaner, Клуб ляльок, Three Rivers та The League, а також в некомерційних короткометражках Men, Interrupted, Indian Gangster і Квантовий квест: Космічна одіссея Кассіні. Ґаванкар отримала ще одну головну роль у серіалі Брама від ABC, проте його закрили після першого ж сезону. Також вона ненадовго з'явилася в Стрілі від The CW.
Ґаванкар є затятим геймером і кілька разів з'являлася на різноманітних онлайн-програмах присвячених відеоіграм і ґік-культурі загалом: Attack of the Show! та Up All Night, де взяла участь у огляді Rock Band, Burnout Paradise і Army of Two.

### Музика
Гаванкар повернулася до музики з кавером на пісню від Каньє Веста Love Lockdown. Співоча група, Endera, до якої раніше входила Ґаванкар, уклала контракт з лейблом Cash Money Records.
У серпні 2012 року вона випустила сингл для свого майбутнього міні-альбому під назвою Waiting for Godot, а в листопаді Billboard представив прем'єру офіційного кліпу на пісню, який згодом отримав численні нагороди.
20 травня 2015 року Ґаванкар виступила дуетом ударних інструментів з Questlove у Карнеґі-холі для благодійної акції «Best Buddies».

## Фільмографія

### Фільми
| Рік  | Назва                                     | Роль             | Примітки                                                   | Дж.    |
| ---- | ----------------------------------------- | ---------------- | ---------------------------------------------------------- | ------ |
| 2001 | Чому Бог ...                              | Міна             | Короткометражний фільм                                     |        |
| 2003 | Темрява                                   | Кая              |                                                            |        |
| 2004 | Перукарня 2: Знов у справі                | репортер         |                                                            |        |
| 2005 | Говори                                    | Мелоді           | Короткометражний фільм                                     | [ 18 ] |
| 2005 | Кубок моєї крові                          | Йона             |                                                            |        |
| 2010 | Квантовий квест: Космічна одіссея Кассіні | Ніккі            | Озвучувння                                                 |        |
| 2011 | The Custom Mary                           | міс Райм         |                                                            |        |
| 2013 | Who's Afraid of Vagina Wolf?              | Катя Амур        |                                                            | [ 19 ] |
| 2014 | Think Like a Man Too                      | Ванесса          |                                                            |        |
| 2016 | Pee-wee's Big Holiday                     | гостя на вечірці |                                                            |        |
| 2017 | Зникнення Сідні Голла                     | Джина            |                                                            |        |
| 2018 | Blindspotting                             | Вел              |                                                            |        |
| 2020 | Поза грою                                 | Анжела           |                                                            |        |
| 2020 | Стукко                                    | J                | Короткометражний фільм Також режисер, сценарист і продюсер |        |
| 2021 | Encounter                                 | Пія              |                                                            |        |
| 2024 | Бордерлендс                               | командор Knoxx   |                                                            |        |
| ЩНВ  | Cortex                                    | Сама             | Пост-продакшн                                              |        |

### Телесеріали
| Рік             | Назва                                 | Роль                  | Примітки              | Дж. |
| --------------- | ------------------------------------- | --------------------- | --------------------- | --- |
| 2004            | Сильні ліки                           | медсестра Джуні       | 1 серія               |     |
| 2007–09         | Секс в іншому місті                   | Ева «Папі» Торрес     | 12 серій              |     |
| 2008            | My Boys                               | Террі                 | 1 серія               |     |
| 2008            | Зоряна брама: Атлантида               | Сержант «Дасті» Мехра | 1 серія               |     |
| 2008            | Анатомія Грей                         | інтерн Ліза           | 2 серії               |     |
| 2009            | NCIS                                  | Енджела Лопез         | 1 серія               |     |
| 2009            | Клуб ляльок                           | Лінн                  | 1 серія               |     |
| 2009            | The Cleaner                           | Уша Патель            | 2 серії               |     |
| 2009            | Three Rivers                          | Ада Рахімі            | 1 серія               |     |
| 2009—15         | The League                            | Шива                  | 10 серій              |     |
| 2010            | Брама                                 | Лей Тернер            | 13 серій              |     |
| 2011            | Traffic Light                         | Алекса                | 3 серії               |     |
| 2011—13         | Справжня кров                         | Луна Ґарза            | 25 серій              |     |
| 2012            | The Exes                              | Керрі                 | 1 серія               |     |
| 2013            | Стріла                                | МакКенна Хол          | 4 серії               |     |
| 2013            | The Goodwin Games                     | Ханна                 | 1 серія               |     |
| 2013            | Husbands                              | Каджал                | 1 серія               |     |
| 2013            | Щоденники вампіра                     | Кеція / Тесса         | 4 серії               |     |
| 2014            | Garfunkel and Oates                   | Доктор Шарма          | 1 серія               |     |
| 2014—16         | The Mysteries of Laura                | Мередіт Боуз          | 38 серій              |     |
| 2017            | Сонна лощина                          | Діана Томас           | 13 серій              |     |
| 2018            | Hell's Kitchen                        | камео                 | 1 серія               |     |
| 2019            | Ти — найгірший                        | Рейчел                | 1 серія               |     |
| 2019            | Better Things                         | Ніккі                 | 2 серії               |     |
| 2019—тепер. час | Ранкове шоу                           | Елісон Намазі         | 16 серій              |     |
| 2020            | Космічні сили                         | Ханна Говард          | 1 серія               |     |
| 2020—тепер. час | The Mighty Ones                       | Кенсінгтон            | Озвучування, 23 серії |     |
| 2021—22         | Безмежне небо                         | Рен                   | 18 серій              |     |
| 2022            | Жінка в домі навпроти дівчини у вікні | Мередіт               | 2 серії               |     |
| 2022            | Зоряні війни: Сказання про джедаїв    | Пав-ті                | Озвучування, 1 серія  |     |
| 2023            | Я ніколи не…                          | Акшара                |                       |     |

### Відеоігри
| Рік  | Назва                               | Роль            | Примітки                                                       | Дж.    |
| ---- | ----------------------------------- | --------------- | -------------------------------------------------------------- | ------ |
| 2014 | Far Cry 4                           | Аміта           |                                                                | [ 20 ] |
| 2017 | Horizon Zero Dawn                   | Татай           | також у доповненні The Frozen Wilds                            | [ 21 ] |
| 2017 | Star Wars Battlefront II            | Іден Версіо     | озвучування і захоплення руху                                  | [ 22 ] |
| 2019 | Afterparty                          | Лола            |                                                                | [ 23 ] |
| 2022 | God of War Ragnarök                 | Сінмара         | значною мірою вирізана з сюжетної лінії гри; присутня у файлах | [ 24 ] |
| 2023 | Forspoken                           | Танта Сіла      | озвучування і захоплення руху                                  | [ 25 ] |
| 2023 | Stray Gods: The Roleplaying Musical | Фредді          |                                                                | [ 26 ] |
| 2023 | Alan Wake 2                         | Агентка Естевез | озвучування, 3D-модель персонажа, mo-cap руху і обличчя        | [ 27 ] |

### Аудіокниги
| Рік  | Назва                                   | Роль     | Примітки          | Дж.    |
| ---- | --------------------------------------- | -------- | ----------------- | ------ |
| 2017 | Star Wars Battlefront II: Inferno Squad | Оповідач |                   | [ 28 ] |
| 2019 | Randomize: Forward                      | Оповідач | Коротка розповідь | [ 29 ] |

### Інше
- У 2020 році взяла участь у зйомках 11-ї серії Мандалорця, як один з асистентів знімальної групи, ошелешивши всіх присутніх своєю появою.[30]